# Corinna Mühle
Corinna Mühle (* 9. Januar 1980 in Schwedt/Oder, DDR) ist eine deutsche Schauspielerin.

## Leben
Corinna Mühle wuchs in Schwedt/Oder auf. Während ihrer Schulzeit erhielt sie eine klassische Gesang- und klassische Gitarrenausbildung an der J.A.P. Schulz Musikschule in Schwedt/Oder und war Kleindarstellerin an den Uckermärkischen Bühnen in Schwedt. Nach dem Abitur studierte sie an der Hochschule für Musik und Darstellende Kunst Frankfurt am Main. Während des Studiums spielte sie als Gast am Theater der Stadt Heidelberg, am Zimmertheater Tübingen und am Schauspiel Frankfurt. Nach Abschluss ihres Studiums war sie 2005–2012 Ensemblemitglied am Theater an der Parkaue – Junges Staatstheater Berlin. 2013 bereiste sie mit der Produktion „Bernada Albas Haus“ in der Inszenierung von Ihsan Othmann den Irak. Die Produktion wurde zum internationalen Theaterfestival Bagdad eingeladen und hatte Gastspiele in Dohuk, Sulaimaniya und Erbil.
Nach einem anfänglichen Gastengagement 2015 wurde sie 2016 Ensemblemitglied am Mainfranken Theater Würzburg. Seit der Spielzeit 2016/2017 gehört sie zum Ensemble am Landestheater Linz.
Corinna Mühle lebt in Berlin, ist verheiratet und hat einen Sohn.

## Theater (Auswahl)
- 2005: Das Leben des Galilei, Theater an der Parkaue, Regie: Hartmut Wickert
- 2006: Die Kindertransporte, Theater an der Parkaue, Regie: Hans-Werner Kroesinger
- 2007: Romeo und Julia, Theater an der Parkaue, Regie: Sascha Bunge
- 2008: Alkohol, Theater an der Parkaue, Regie: Lajos Talamonti
- 2008: Kindersoldaten, Theater an der Parkaue, Regie: Hans-Werner Kroesinger
- 2008: Die grüne Wolke, Theater an der Parkaue, Regie: norton.commander.productions
- 2009: Transit, Theater an der Parkaue, Regie: Kay Wuschek
- 2010: Frau Jenny Treibel, Theater an der Parkaue, Regie: Kay Wuschek
- 2011: Der goldene Topf, Theater an der Parkaue, Regie: Sascha Bunge
- 2012: Kleider machen Leute, Theater an der Parkaue, Regie: norton.commander.productions
- 2013: Bernada Albas Haus, Internationales Theaterfestival in Bagdad, Regie: Ihsan Ohtmann
- 2014: Die Abschaffung der Arten, Theater an der Parkaue, Regie: Claudia Bauer
- 2014: Die Wahlverwandtschaften, Schaustelle Halle, Regie: Silvio Beck
- 2016: Mandel und Seepferdchen, Mainfranken Theater Würzburg, Regie: Stephan Suschke
- 2016: Romeo und Julia, Mainfranken Theater Würzburg, Regie: Antje Thoms
- 2016: #1984, Landestheater Linz, Regie: Björn Gabriel
- 2016: Faust hat Hunger und verschluckt sich an einer Grete, Landestheater Linz, Regie: Katharina Schwarz
- 2017: Swap - Wem gehört die Stadt, Landestheater Linz, Regie: Hans-Werner Kroesinger
- 2017: Miststück, Landestheater Linz, Regie: Monika Steil
- 2017: Frühlingserwachen, Landestheater Linz, Regie: Evgeny Titov
- 2018: Licht im Kasten, Landestheater Linz, Regie: Katka Schroth
- 2018: Am Tag als Adolf Hitler starb, Landestheater Linz, Regie: Jürgen Kuttner
- 2018: Kasimir und Karoline, Landestheater Linz, Regie: Susanne Lietzow
- 2020: Gefährliche Liebschaften, Landestheater Linz, Regie: Susanne Lietzow
- 2021: Binge Living nach Stefanie Sargnagel, Landestheater Linz, Regie: Fanny Brunner
- 2021: Die Nibelungen, Landestheater Linz, Regie: Susanne Lietzow
- 2021: Mephisto, Landestheater Linz, Regie: Stephan Suschke
- 2022: 10 Ave Maria, Landestheater Linz, Regie: Hans-Werner Kroesinger

## Film (Auswahl)
- 2012: Hektik, Regie: Hannes Schilling
- 2013: Gier, Regie: Daniel Wiggers
- 2013: Terror 5000, Konzept/Regie: Hannes Schilling, Benjamin Riem, Daniel Wiggers
- 2016: Habitat 2, Regie: Sönke Hahn

## Hörfunk (Sprecherin)
- von 2006 bis 2015: radioBERLIN 88,8 Ohrenbär

## Hörspiele (Auswahl)
- 2006: Ed McBain: 87. Polizeirevier: Heißer Sonntagmorgen (Elena) - Regie: Ulrich Lampen (Hörspielbearbeitung, Kriminalhörspiel - HR)

## Auszeichnungen
- 2019: Nominierung Nestroy-Preis beste Inszenierung „Kasimir und Karoline“[2]
- 2013: Beste Inszenierung „Bernada Albas Haus“, internationales Theaterfestival Bagdad
- 2008: Ikarus Nominierung „Alkohol!“
- 2007: Brüder-Grimm-Preis für „Die Kindertransporte“
- 2004: Ensemblepreis Treffen Deutschsprachiger Schauspielschulen für „Die Gesänge des Maldoror“